# NIC-13A
La NIC-13A  es una importante carretera nacional clasificada como troncal principal en Nicaragua. Esta vía comienza en el Suroeste, conectándose con la NIC-31 a la altura de San Felipe, Departamento de Boaco y culmina en el municipio de San José de la Vega en el departamento de Boaco. 

## Extensión
Con una extensión de 14,77 km, la NIC-13A juega un rol clave en la conectividad y transporte de la región.